# Giro d’Italia 2024/9. Etappe
Die 9. Etappe des Giro d’Italia 2024 fand am 12. Mai 2024 statt. Sie endete mit der südlichsten Zielankunft der 107. Austragung des italienischen Etappenrennens. Die Strecke führte von Avezzano über 214 Kilometer nach Neapel. Nach der Etappe hatten die Fahrer insgesamt 1421,6 Kilometer zurückgelegt, was 42,86 % der Gesamtdistanz entspricht. Die Organisatoren der Rundfahrt bewerteten die Schwierigkeit der Etappe mit drei von fünf Sternen.
Den Etappensieg sicherte sich der Niederländer Olav Kooij (Team Visma-Lease a Bike) im Massensprint vor Jonathan Milan (Lidl-Trek) und Sebastián Molano (UAE Team Emirates). Tadej Pogačar (UAE Team Emirates) verteidigte die Maglia Rosa.
Im Anschluss an die 9. Etappe folgte der erste Ruhetag, der in Neapel abgehalten wurde.

## Streckenverlauf
Der neutralisierte Start erfolgte in Avezzano auf dem Piazza Risorgimento vor der Kathedrale von Avezzano. Im Anschluss führte die Strecke über die Via Guglielmo Marconi und Via XX Settembre zum Castello Orsini-Colonna, ehe das Rennen nach der Via Sandro Pertini auf der SS690 nach 7900 Metern freigegeben wurde.
Kurz nach dem offiziellen Start erreichten die Fahrer Capistrello, wo sie auf die SR82 abbogen und dieser in südlicher Richtung folgten. Dabei auf dem Weg nach Sora die Ortschaften Civitella Roveto und Balsorano Nuovo durchfuhren. Weiters ging es über eine kurze, nicht-kategorisierte Steigung bei Atina nach Sant’Elia Fiumerapido. Über San Giorgio A Liri und Cellole führte die Strecke zur tyrrhenischen Küste, wo bei Kilometer 132,2 der erste Zwischensprint in Mondragone erfolgte. Der Küste entlang ging es nun in Richtung Süden zum Capo Miseno. Auf dem Weg dorthin erfolgte der zweite Zwischensprint beim Lago Patria nach 158,5 Kilometern. Am Capo Miseno wurde auf dem Monte di Procida (128 m) eine Bergwertung der 4. Kategorie, bei Kilometer 178,3 abgenommen, ehe kurz darauf der dritte Zwischensprint bei Kilometer 181,4 in Bacoli erfolgte. Vorbei am Monte Nuovo führte die Strecke nun in Küstennähe durch Pozzuoli und Coroglio, wo jeweils eine kurze nicht-kategorisierte Steigung befahren wurde. Über die Via Orazio gelangten die Fahrer drei Kilometer vor dem Ziel zum Piazza Sannazaro, ehe die Viale Antonio Gramsci und Viale Anton Dohrn zu einer technisch anspruchsvollen Kurve-Kombination leiteten, die aus einer scharfen Linkskurve, einer 180-Grad-Wende und einer scharfen Rechtskurve bestand. Die Zielgerade der Via Francesco Caracciolo war im Anschluss rund 1000 Meter lang, wobei sich das Ziel wie im Vorjahr beim Rotonda Diaz befand.
|                            | Ort                            | Kilometer | Länge (km) | Höhe (m) | Ø Steigung | max. Steigung |
| -------------------------- | ------------------------------ | --------- | ---------- | -------- | ---------- | ------------- |
| neutralisierter Start      | Avezzano (Piazza Risorgimento) | −7,9      |            |          |            |               |
| offizieller Start          | Avezzano (SS690)               | 0         |            |          |            |               |
| Zwischensprint (S)         | Mondragone                     | 132,2     |            |          |            |               |
| Zwischensprint (I)         | Lago Patria                    | 158,5     |            |          |            |               |
| Bergwertung (4. Kategorie) | Monte di Procida               | 178,3     | 4,1        | 128      | 3,1 %      |               |
| Zwischensprint (S)         | Bacoli                         | 181,4     |            |          |            |               |
| Ziel                       | Neapel                         | 214       |            |          |            |               |

## Rennverlauf
Mit Alexei Luzenko (Astana Qazaqstan) ging ein Fahrer nicht an den Start der 9. Etappe. Unmittelbar nachdem das Rennen freigegeben worden war, setzten sich mit Mirco Maestri und Andrea Pietrobon zwei Fahrer des Team Polti Kometa vom Hauptfeld ab. Mit Manuele Tarozzi (VF Group-Bardiani CSF-Faizanè) versuchte ein weiterer Fahrer zu den beiden Spitzenreitern aufzuschließen, was ihm jedoch nicht gelang. Nach rund 60 Kilometern kam es in einer kurzen nicht-kategorisierten Steigung zu weiteren Angriffen, wobei sich kein Fahrer entscheidend vom Peloton lösen konnte. Der maximale Vorsprung der beiden Ausreißer betrug rund vier Minuten.
Beim ersten Zwischensprint in Mondragone sicherte sich Andrea Pietrobon vor seinem Teamkollegen die meisten Punkte im Kampf um die Punktewertung. Dahinter setzte sich Tim Merlier (Soudal Quick-Step) im Sprint vor Jonathan Milan (Lidl-Trek), Olav Kooij (Visma-Lease a Bike) und Kaden Groves (Alpecin-Deceuninck) durch. Kurz vor dem zweiten Zwischensprint, dem Intergiro Sprint, kamen Geraint Thomas (Ineos Grenadiers) und Maximilian Schachmann (Bora-hansgrohe) zu Sturz, wobei beide das Rennen fortsetzen konnten und wenig später wieder zum Peloton aufschlossen. Hinter Andrea Pietrobon und Mirco Maestri setzte sich Kaden Groves beim Zwischensprint vor Tim Merlier durch. Im einzigen kategorisierten Anstieg des Tages, dem Monte di Procida, forcierte die Alpecin-Deceuninck Mannschaft das Tempo, wodurch mit Fabio Jakobsen, Tobias Lund Andresen (beide dsm-firmenich PostNL) und Tim Merlier die ersten Sprinter abgehängt wurden. Andrea Pietrobon gewann die einzige Bergwertung des Tages.
Nach dem dritten und letzten Zwischensprint über den erneut Andrea Pietrobon führte, griff Julian Alaphilippe (Soudal Quick-Step) rund 27 Kilometer vor dem Ziel im ersten von zwei kleinen Anstiegen an. Gemeinsam mit Nicola Conci (Alpecin-Deceuninck) schloss er zu den beiden Spitzenreitern auf, ehe mit Kevin Vermaerke (dsm-firmenich PostNL) und Lewis Askey (Groupama-FDJ) zwei weitere Fahrer hinzukamen. Die neuformierte Spitzengruppe fuhr einen Vorsprung von rund 20 Sekunden heraus, wobei auch Ewen Costiou (Arkéa-B&B Hotels), den Anschluss im nachfolgenden Abschnitt herstellte. Rund 20 Kilometer vor dem Ziel setzte sich der Franzose gemeinsam mit Julian Alaphilippe von den restlichen Gefährten ab, die vom Peloton eingeholt wurden. In der letzten Steigung des Tages setzte sich Julian Alaphilippe von Ewen Costiou ab, wurde jedoch kurz drauf von Jhonatan Narváez (Ineos Grenadiers) eingeholt, der nun ebenfalls angegriffen hatte und die Lücke zu dem Franzosen rasch schloss. Jhonatan Narváez überquerte die Kuppe rund sechs Sekunden vor dem Ziel mit einem Vorsprung von wenigen Metern und baute diesen in der nachfolgenden Abfahrt auf über zehn Sekunden aus. Auf den letzten Metern stellte sich sogar der gesamtführende Tadej Pogačar (UAE Team Emirates) in die Dienste seines Teamkollegen Sebastián Molano und versuchte die Lücke zu dem Ecuadorianer zu verringern. Schlussendlich wurde Jhonatan Narváez auf den letzten 50 Metern von den herannahenden Sprintern gestellt, wobei sich der Niederländer Olav Kooij knapp vor Jonathan Milaon und Sebastián Molano durchsetzte.
In der Gesamtwertung kam es zu keinen nennenswerten Veränderungen, womit Tadej Pogačar die Maglia Rosa verteidigte und weiterhin zwei Minuten und 40 Sekunden vor Daniel Felipe Martínez (Bora-hansgrohe) und zwei Minuten und 58 Sekunden vor Geraint Thomas lag. Cian Uijtdebroeks (Visma-Lease a Bike) führte als Gesamtfünfter weiterhin die Nachwuchswertung an. Jonathan Milan verteidigte die Führung in der Punktewertung und Tadej Pogačar die Führung in der Bergwertung. Nach den ersten neun Etappen lag das französische Decathlon AG2R La Mondiale Team an der Spitze der Mannschaftswertung. Neben Alexei Luzenko musste auch der Deutsche Alexander Krieger (Tudor) die Rundfahrt nach einem Sturz beenden, wodurch noch 162 Fahrer im Rennen verblieben.

## Ergebnis
| \| Etappenergebnis \| Etappenergebnis \| Etappenergebnis \| Etappenergebnis \| Etappenergebnis \| \| Fahrer \| Fahrer \| Land \| Team \| Zeit \| \| --------------- \| ---------------- \| --------------- \| -------------------------- \| --------------- \| \| 1. \| Olav Kooij \| Niederlande \| Team Visma \\| Lease a Bike \| 4 h 44 min 22 s \| \| 2. \| Jonathan Milan \| Italien \| Lidl-Trek \| + 0 s \| \| 3. \| Sebastián Molano \| Kolumbien \| UAE Team Emirates \| + 0 s \| \| 4. \| Alberto Dainese \| Italien \| Tudor Pro Cycling Team \| + 0 s \| \| 5. \| Danny van Poppel \| Niederlande \| Bora-Hansgrohe \| + 0 s \| \| 6. \| Madis Mihkels \| Estland \| Intermarché-Wanty \| + 0 s \| \| 7. \| Kaden Groves \| Australien \| Alpecin-Deceuninck \| + 0 s \| \| 8. \| Andrea Vendrame \| Italien \| Decathlon-AG2R La Mondiale \| + 0 s \| \| 9. \| Davide Ballerini \| Italien \| Astana Qazaqstan Team \| + 0 s \| \| 10. \| Max Kanter \| Deutschland \| Astana Qazaqstan Team \| + 0 s \| |                  |             |                            |                 |
| |                  |             |                            |                 |
| Quellen: ProCyclingStats Cycling Quotient |                  |             |                            |                 |
| Etappenergebnis |                  |             |                            |                 |
| Fahrer | Fahrer           | Land        | Team                       | Zeit            |
| 1. | Olav Kooij       | Niederlande | Team Visma \| Lease a Bike | 4 h 44 min 22 s |
| 2. | Jonathan Milan   | Italien     | Lidl-Trek                  | + 0 s           |
| 3. | Sebastián Molano | Kolumbien   | UAE Team Emirates          | + 0 s           |
| 4. | Alberto Dainese  | Italien     | Tudor Pro Cycling Team     | + 0 s           |
| 5. | Danny van Poppel | Niederlande | Bora-Hansgrohe             | + 0 s           |
| 6. | Madis Mihkels    | Estland     | Intermarché-Wanty          | + 0 s           |
| 7. | Kaden Groves     | Australien  | Alpecin-Deceuninck         | + 0 s           |
| 8. | Andrea Vendrame  | Italien     | Decathlon-AG2R La Mondiale | + 0 s           |
| 9. | Davide Ballerini | Italien     | Astana Qazaqstan Team      | + 0 s           |
| 10. | Max Kanter       | Deutschland | Astana Qazaqstan Team      | + 0 s           |

## Gesamtstände
| \| Gesamtwertung \| Gesamtwertung \| Gesamtwertung \| Gesamtwertung \| Gesamtwertung \| \| Fahrer \| Fahrer \| Land \| Team \| Zeit \| \| ------------- \| ---------------------- \| ---------------------- \| -------------------------- \| ---------------- \| \| 1. \| Tadej Pogačar \| Slowenien \| UAE Team Emirates \| 32 h 59 min 04 s \| \| 2. \| Daniel Felipe Martínez \| Kolumbien \| Bora-Hansgrohe \| + 2 min 40 s \| \| 3. \| Geraint Thomas \| Vereinigtes Königreich \| Ineos Grenadiers \| + 2 min 58 s \| \| 4. \| Ben O’Connor \| Australien \| Decathlon-AG2R La Mondiale \| + 3 min 39 s \| \| 5. \| Cian Uijtdebroeks \| Belgien \| Team Visma \\| Lease a Bike \| + 4 min 02 s \| \| 6. \| Antonio Tiberi \| Italien \| Bahrain Victorious \| + 4 min 23 s \| \| 7. \| Lorenzo Fortunato \| Italien \| Astana Qazaqstan Team \| + 5 min 15 s \| \| 8. \| Einer Rubio \| Kolumbien \| Movistar Team \| + 5 min 28 s \| \| 9. \| Thymen Arensman \| Niederlande \| Ineos Grenadiers \| + 5 min 30 s \| \| 10. \| Jan Hirt \| Tschechien \| Soudal Quick-Step \| + 5 min 53 s \| |                        |                        |                            |                  |
| |                        |                        |                            |                  |
| Quellen: ProCyclingStats Cycling Quotient |                        |                        |                            |                  |
| Gesamtwertung |                        |                        |                            |                  |
| Fahrer | Fahrer                 | Land                   | Team                       | Zeit             |
| 1. | Tadej Pogačar          | Slowenien              | UAE Team Emirates          | 32 h 59 min 04 s |
| 2. | Daniel Felipe Martínez | Kolumbien              | Bora-Hansgrohe             | + 2 min 40 s     |
| 3. | Geraint Thomas         | Vereinigtes Königreich | Ineos Grenadiers           | + 2 min 58 s     |
| 4. | Ben O’Connor           | Australien             | Decathlon-AG2R La Mondiale | + 3 min 39 s     |
| 5. | Cian Uijtdebroeks      | Belgien                | Team Visma \| Lease a Bike | + 4 min 02 s     |
| 6. | Antonio Tiberi         | Italien                | Bahrain Victorious         | + 4 min 23 s     |
| 7. | Lorenzo Fortunato      | Italien                | Astana Qazaqstan Team      | + 5 min 15 s     |
| 8. | Einer Rubio            | Kolumbien              | Movistar Team              | + 5 min 28 s     |
| 9. | Thymen Arensman        | Niederlande            | Ineos Grenadiers           | + 5 min 30 s     |
| 10. | Jan Hirt               | Tschechien             | Soudal Quick-Step          | + 5 min 53 s     |

| Punktewertung | Punktewertung    | Punktewertung | Punktewertung                 | Punktewertung |
| Fahrer        | Fahrer           | Land          | Team                          | Punkte        |
| ------------- | ---------------- | ------------- | ----------------------------- | ------------- |
| 1.            | Jonathan Milan   | Italien       | Lidl-Trek                     | 174 P.        |
| 2.            | Kaden Groves     | Australien    | Alpecin-Deceuninck            | 116 P.        |
| 3.            | Olav Kooij       | Niederlande   | Team Visma \| Lease a Bike    | 115 P.        |
| 4.            | Tim Merlier      | Belgien       | Soudal Quick-Step             | 100 P.        |
| 5.            | Andrea Pietrobon | Italien       | Team Polti Kometa             | 68 P.         |
| 6.            | Tadej Pogačar    | Slowenien     | UAE Team Emirates             | 57 P.         |
| 7.            | Benjamin Thomas  | Frankreich    | Cofidis                       | 56 P.         |
| 8.            | Filippo Fiorelli | Italien       | VF Group-Bardiani CSF-Faizanè | 54 P.         |
| 9.            | Jhonatan Narváez | Ecuador       | Ineos Grenadiers              | 45 P.         |
| 10.           | Michael Valgren  | Dänemark      | EF Education-EasyPost         | 40 P.         |

| Bergwertung | Bergwertung             | Bergwertung            | Bergwertung                   | Bergwertung |
| Fahrer      | Fahrer                  | Land                   | Team                          | Punkte      |
| ----------- | ----------------------- | ---------------------- | ----------------------------- | ----------- |
| 1.          | Tadej Pogačar           | Slowenien              | UAE Team Emirates             | 104 P.      |
| 2.          | Daniel Felipe Martínez  | Kolumbien              | Bora-Hansgrohe                | 52 P.       |
| 3.          | Simon Geschke           | Deutschland            | Cofidis                       | 36 P.       |
| 4.          | Lilian Calmejane        | Frankreich             | Intermarché-Wanty             | 32 P.       |
| 5.          | Geraint Thomas          | Vereinigtes Königreich | Ineos Grenadiers              | 22 P.       |
| 6.          | Andrea Piccolo          | Italien                | EF Education-EasyPost         | 18 P.       |
| 7.          | Ben O’Connor            | Australien             | Decathlon-AG2R La Mondiale    | 17 P.       |
| 8.          | Georg Steinhauser       | Deutschland            | EF Education-EasyPost         | 12 P.       |
| 9.          | Amanuel Ghebreigzabhier | Eritrea                | Lidl-Trek                     | 11 P.       |
| 10.         | Filippo Fiorelli        | Italien                | VF Group-Bardiani CSF-Faizanè | 10 P.       |

| Nachwuchswertung | Nachwuchswertung       | Nachwuchswertung | Nachwuchswertung           | Nachwuchswertung |
| Fahrer           | Fahrer                 | Land             | Team                       | Zeit             |
| ---------------- | ---------------------- | ---------------- | -------------------------- | ---------------- |
| 1.               | Cian Uijtdebroeks      | Belgien          | Team Visma \| Lease a Bike | 33 h 03 min 06 s |
| 2.               | Antonio Tiberi         | Italien          | Bahrain Victorious         | + 21 s           |
| 3.               | Thymen Arensman        | Niederlande      | Ineos Grenadiers           | + 1 min 28 s     |
| 4.               | Alex Baudin            | Frankreich       | Decathlon-AG2R La Mondiale | + 2 min 32 s     |
| 5.               | Filippo Zana           | Italien          | Team Jayco AlUla           | + 3 min 10 s     |
| 6.               | Davide Piganzoli       | Italien          | Team Polti Kometa          | + 5 min 27 s     |
| 7.               | Giovanni Aleotti       | Italien          | Bora-Hansgrohe             | + 9 min 51 s     |
| 8.               | Georg Steinhauser      | Deutschland      | EF Education-EasyPost      | + 16 min 27 s    |
| 9.               | Mauri Vansevenant      | Belgien          | Soudal Quick-Step          | + 17 min 02 s    |
| 10.              | Valentin Paret-Peintre | Frankreich       | Decathlon-AG2R La Mondiale | + 22 min 10 s    |

| Mannschaftswertung | Mannschaftswertung            | Mannschaftswertung           | Mannschaftswertung |
| Team               | Team                          | Land                         | Zeit               |
| ------------------ | ----------------------------- | ---------------------------- | ------------------ |
| 1.                 | Decathlon-AG2R La Mondiale    | Frankreich                   | 99 h 16 min 18 s   |
| 2.                 | Ineos Grenadiers              | Vereinigtes Königreich       | + 1 min 20 s       |
| 3.                 | Astana Qazaqstan Team         | Kasachstan                   | + 9 min 23 s       |
| 4.                 | Bora-Hansgrohe                | Deutschland                  | + 16 min 05 s      |
| 5.                 | UAE Team Emirates             | Vereinigte Arabische Emirate | + 18 min 06 s      |
| 6.                 | EF Education-EasyPost         | Vereinigte Staaten           | + 21 min 01 s      |
| 7.                 | VF Group-Bardiani CSF-Faizané | Italien                      | + 21 min 17 s      |
| 8.                 | Bahrain Victorious            | Bahrain                      | + 33 min 51 s      |
| 9.                 | Soudal Quick-Step             | Belgien                      | + 34 min 06 s      |
| 10.                | Movistar Team                 | Spanien                      | + 36 min 41 s      |

## Ausgeschiedene Fahrer
- Alexei Luzenko (Astana Qazaqstan Team): wegen einer Viruserkrankung nicht gestartet[4]
- Alexander Krieger (Tudor Pro Cycling Team): nach Sturz mit Rippenbrüchen und Beckenfraktur aufgegeben